# Aligide
Aligide je vodotok u Eritreji. Ima svoj izvor nedaleko od glavnog grada, Asmare. Rijeka teče niz istočne strmine Eritreje do gradića Foro blizu obale Crvenog mora. Na ovom mjestu Aligide se spaja s dvije druge rijeke, Comaile i Haddas. Odatle nastavlja sve dok se ne ulije u Crveno more.